# New Rally-X
New Rally X es un videojuego arcade publicado por Namco en 1981.

## Descripción
New Rally X es la continuación de Rally X. El juego es básicamente el mismo, salvo por algunas mejoras gráficas y el hecho de que la dificultad fue notablemente disminuida. En Japón, New Rally X gozó de una mayor popularidad que su predecesor. En Europa apareció mayoritariamente en forma pirata, mientras que en Estados Unidos fue oficialmente publicado por Bally Midway.

## Versiones hogareñas

### Consolas
- Sony PlayStation (1995, Namco Museum Vol.1) .
- Sony PSP (2005, Ridge Racers): Permite jugar mientras Ridge Racers está cargando, pudiéndose seleccionar también como minijuego.
- Sony PSP (2005, Namco Museum Battle Collection).

### Computadoras
- PC (Microsoft Windows, CD-ROM) (1997, Namco History Vol.2) .

### Otros
- Arcade (1996, Namco Classics Collection Vol.2).
- Ms. Pac-Man TV Game Wireless Version (2005 - Jakk's Pacific).

## Serie
1. Rally X (1980).
2. New Rally X (1981).